# Whale Cove
| Whale Cove Tikirarjuaq ᖁᕐᓗᖅᑐᖅ       |                          |
|                                     |                          |
| Coordenadas: 67°49′32"N, 115°5′42"O |                          |
| Território                          | Nunavut                  |
| Prefeito                            | Ernie Bernhardt          |
|                                     |                          |
| Área                                |                          |
| - Cidade                            | 283,65 km², 109,52 mi²   |
| Altitude                            | 40 m, 130 ft             |
| Fuso horário                        | UTC -7/-6                |
| População ([[]])                    |                          |
| - Cidade                            | 353                      |
| - Densidade                         | 1,2 hab/km², 3,2 hab/mi² |

Whale Cove (Tikiraqjuaq que significa longo alamar) é um povoado canadense localizado em Nunavut. Fica localizado a 72 km sul de Rankin Inlet e 161 km de Arviat, na margem oeste da Baía de Hudson
O nome do povoado deriva das baleias beluga que sempre aparecem nas águas da Baía. 
Sua população é de 353 habitantes.